# Pedro de Mendoza
Pedro de Mendoza y Luján (Guadix, Granada, ca. 1499 - 23 de junho de 1537), de família nobre, foi um militar e conquistador espanhol, primeiro governador do Rio da Prata e fundador de Buenos Aires.
Em 2 ou 3 de fevereiro de 1536 Mendoza funda na margem sul do estuário do Rio da Prata um porto defendido por dois fortes primitivos, estabelecendo ali seus expedicionários e o chama de Santa María del Buen Ayre. Em contato com os ameríndios (quirandíes) do local, mantém a paz com donativos de alimentos.
Em dezembro de 1536 os querandíes atravessam as defesas da cidade, provocando seu incêndio e total destruição. Mendoza e alguns de seus tutelados fugiram para o norte, refugiando-se no forte Corpus Christi, na atual Província de Santa Fe.
Devido às derrotas sofridas no território americano, decidiu voltar a Espanha em abril de 1537. Já muito doente, morreu em alto-mar, próximo das Ilhas Canárias, em 23 de junho desse mesmo ano.

## Biografia

### Origem Familiar

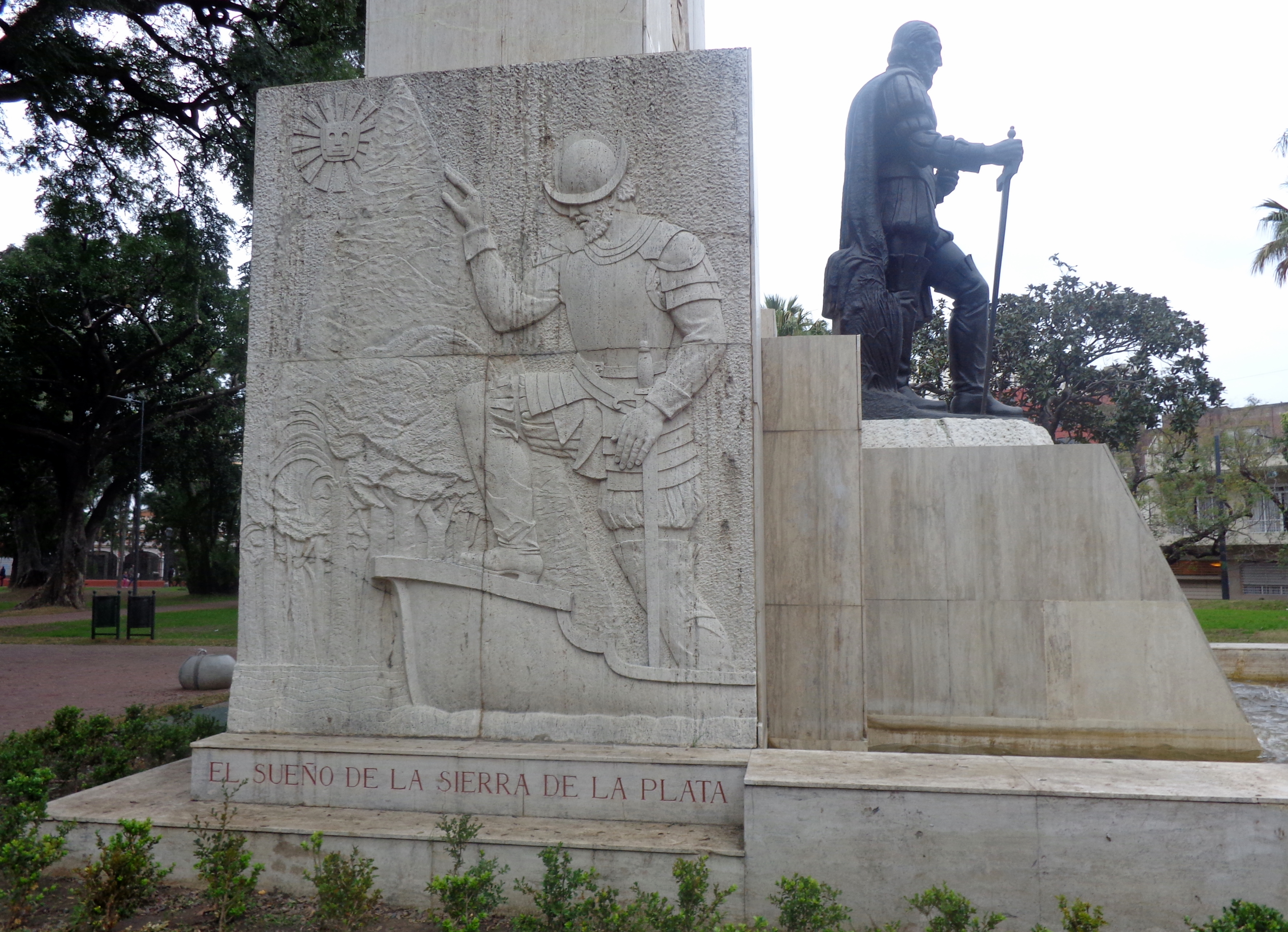
Monumento a Pedro de Mendoza, Parque Lezama, Buenos Aires, Argentina.

Pedro de Mendoza nasceu em 1499 na cidade de Guadix, Reino de Granada, um dos quatro reinos de Andalucia que formava o Império Espanhol, dentro da poderosa Casa de Mendoza. Seu pai, Fernando de Mendoza Luna y Sandoval de la Vega, pertencia a aristocracia espanhola dedicada ao comércio, e sua mãe Constanza de Luján (Madrid, ca.1479 - ca.1533), filha do comendador da Ordem de Santiago e governador de Madrid, Diego Luján de Villanuño e sua esposa, Catalina de Lodeña y Solís.
Seu avô paterno talvez seja Pedro de Mendoza y Luna, que foi o terceiro filho do primeiro duque de infantad, ainda que alguns autores afirmem que seu avô foi Juan Hurtado de Mendoza. Segundo esta última teoria, Pedro de Mendoza seria bisneto do célebre Íñigo López de Mendoza, marquês de Santillana e senhor de Fresno de Torote. Juan Hurtado casou-se com Elvira del Castillo e tiveram um filho, Fernando ou Hernando de Mendoza que se estabeleceu em Guadix após sua reconquista pelos cristãos em 1489.

### Serviços ao rei
Pedro de Mendoza ingressou ainda jovem no serviço régio na corte do rei Carlos I da Espanha. Acompanhou seu soberano em sua viagem a Inglaterra em 1522.
Em 1524 recebeu o título de cavaleiro da Ordem de Alcántara, mais tarde mudou-se para a Ordem de Santiago.
Em 1527 participou da guerra entre as tropas de Rei Carlos da Espanha e imperador do Sacro Império Romano Germânico, contra os Estados Papais ao mando do papa Clemente VII. A guerra incluiu o saque de Roma do qual se beneficiou pessoalmente (ver: Guerras Italianas).

## Expedições àAmérica do Sul
O descobrimento e conquista do Paraguai e região do Rio da Prata eram de grande importância comercial e estratégica,  estavam por terminar, e o monarca Carlos I não encontrava financiamento nem homens dispostos a enfrentar a perigosa e incerta empreitada.
O principal motivo de enviar tropas para a América do Sul era proteger as posses da coroa espanhola antes dos avanços portugueses. Também havia uma lenda entre os indígenas da época que mencionava grandes riquezas na região, o que aumentava a ambição dos conquistadores espanhóis.
A coroa espanhola não podia perder tempo, porque desde o descobrimento do Brasil em 1500 por Pedro Álvares Cabral, Portugal ameaçava expandir-se para além do Rio da Prata, o que privaria os espanhóis de seus valiosos territórios.
Em 1529, Pedro de Mendoza se ofereceu para explorar e estabelecer colônias na América do Sul, sendo ele mesmo o financiador da viagem. Foi graças aos esforços de sua mãe María de Mendoza, que em 21 de maio de 1534 sua oferta foi aceita.
Naquela data, Carlos I o nomeou adelantado, capitão general, e chefe de justiça da Nova Andaluzia, dando-lhe assim autoridade sobre quantas terras pudesse conquistar, dentro daquelas pertencentes ao Império Espanhol de acordo com o Tratado de Tordesilhas, entre os paralelos 25 e 36, numa extensão de duzentas léguas a partir do litoral até o interior. Além dessas duzentas léguas, a administração seria de Diego de Almagro.

### A viagem
Sua expedição partir no dia 24 de agosto de 1535, de San Lúcar de Barrameda, composta por onze navios e 1 300 pessoas em direção às Ilhas Canárias.
O império forneceu a Mendoza cerca de 3 000 ducados, sobre a condição de que em dois anos deveria transportar 1 000 colonos, construir estradas desde o Rio da Prata até Oceano Pacífico e fundar três fortes.
Mendoza formou sua expedição de maneira racional e cuidadosa: levou consigo oito sacerdotes, um médico e um cirurgião. O nomeamento a Adelantado o habilitava a ficar com a metade dos tesouros roubados dos nativos e 90% dos resgates dos prisioneiros.

### A tempestade
A frota de Pedro Mendoza foi dispersada por uma espantosa tormenta ao largo da costa do Brasil. Após a mesma, conseguiu reunir seus navios e desembarcou na costa brasileira, onde adoeceu gravemente.
Há quem afirme que uma das razões da empreitada de Mendonza à América era que seu delicado estado de saúde poderia melhorar ali, já que suas doenças se deviam a contração da sífilis, e que ali poderia encontrar sua cura. De fato Mendoza permaneceu em sua cama por quase toda a viagem, até sua morte.

### Chegada ao Rio da Prata
A expedição de Pedro Mendoza adentrou ao Rio da Prata em meados de janeiro de 1536 e desembarcou na Ilha de São Gabriel. No dia 22 deste mesmo mês os soldados e expedicionários juraram fidelidade e obediência ao adelantado, que começou a exercer desde esse dia seu cargo de governador.
Reconheceu as duas costas do estuário rio-pratense, e decidiu estabelecer-se na margem direita, em um lugar onde havia fontes de água potável e uma costa relativamente plana.

## Primeira fundação deBuenos Aires
No dia 3 de fevereiro de 1536, Pedro Mendoza fundou sobre a margem austral do Rio da Prata, um porto defendido por dois fortes primitivos que chamou de Santa del María del Buen Ayre, denominação da virgem dos marinheiros da ilha de Sardenha, aí se estabeleceu junto com seus expedicionários.
Logo os espanhóis descobriram um grande grupo de índios querandíes, de pelo menos 3 000 homens, que lhes ofereceram favores e alimento.
Devido a cidade estar em uma região baixa e pantanosa, logo insalubre, já que os mosquitos propagavam doenças e epidemias. Devido ao maltrato sofrido pelos indígenas, estes deixaram de frequentar o acampamento.
Depois da fundação de Buenos Aires, enviou Juan de Ayolas comandando um expedição para explorar o interior da Bacia do Prata em busca de riquezas. Em 15 de junho de 1536, essa expedição fundou o Forte de Corpus Christi, nas proximidades da confluência do Rio Coronda com o Rio Paraná. Nesse lugar, os expedicionários conseguiram obter provisões que levaram para abastecer Buenos Aires e deixaram Gonzalo de Alvarado comandando uma guarnição de cem homens.
Posteriormente à saída de expedição liderada por Ayolas, Pedro Mendoza enviou um exército comandado por seu irmão Diego de Mendoza para atacar os nativos nas proximidades de Buenos Aires. Ambos os lados lutaram a "Batalha de Corpus Christi", em 15 de junho de 1536, perto da Laguna de Rocha. Os nativos venceram e exterminaram dois terços das tropas espanholas.

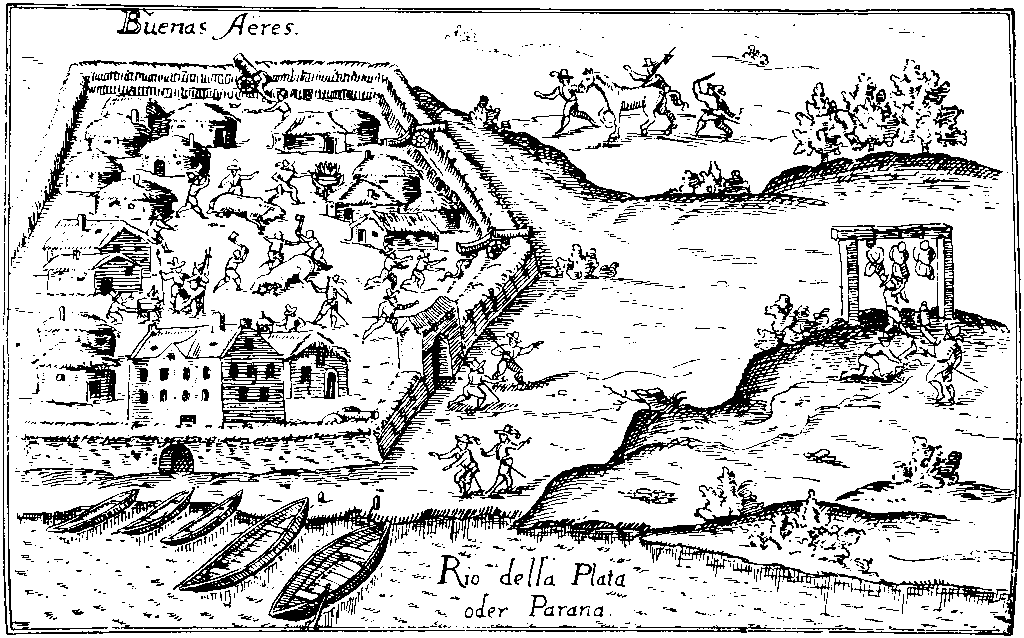
Buenos Aires pouco depois de sua fundação por Pedro de Mendoza (Desenho do livro de Ulrico Schmidl, membro da expedição, 1536).

Após a derrota espanhola os querandíes começaram a atacar a cidade com mais frequência, impedindo que os espanhóis saíssem de seu refúgio para conseguir alimentos. Desta forma, as doenças e a violência somaram-se a inanição como as causas de morte mais comuns entre os conquistadores.
Após Ayolas chegar ao povoado trazendo mantimentos, Pedro de Mendonza o acompanhou em seu retorno ao Forte de Corpus Christi e, no final de setembro de 1536, fundou o Forte de Nuestra Señora de la Buena Esperanza, ao sul do Forte de Corpus Christi.

### Destruição da cidade
Finalmente, em dezembro de 1536 os querandíes conseguiram pela primeira vez transpor as defesas da cidade, incendiando-a e causando sua total destruição.
Alguns espanhóis conseguiram escapara da matança que se seguiu e se refugiaram no Forte de Corpus Christi, atualmente Santa Fé.
Foi informado por Hernando de Ribera, um espanhol que integrou a expedição de Sebastião Caboto e que depois disso passou a residir na Ilha de Santa Catarina, juntamente com nativos, que Ayolas enfrentaria hostilidades e, portanto, precisaria de reforços. Nesse contexto, enviou uma expedição composta por três bergantins e 100 homens, comandada por Juan de Salazar de Espinosa e Gonzalo de Mendoza, que partiu no dia 15 de janeiro de 1537. Essa expedição, que fundaria a cidade de Assunção, nunca encontraria Ayolas.
Sentindo-se doente, Designou Juan de Ayolas como seu sucessor, mas esse estava em expedição em busca de riquezas no oeste do continente, razão pela qual deixou o forte sob o comando de Francisco Ruiz Galán e decidiu embarcar rumo à Espanha em 22 de abril de 1537.
Buenos Aires foi reconstruída logo após o regresso de Pedro Mendoza à Espanha, porém foi abandonada e incendiada por seus 350 habitantes em junho de 1541, que decidiram migrar para o norte, à cidade de Assunção.

### Morte de Mendoza
Já muito doente, Mendoza morreu (Provavelmente de Sífilis) ainda em alto mar durante sua viagem de volta a Espanha, próximo as Ilhas Canárias, em 23 de junho de 1537. Seu corpo foi lançado ao mar.